# Puerto Vallarta Challenger 1994
Il Puerto Vallarta Challenger 1994 è stato un torneo di tennis facente parte della categoria ATP Challenger Series nell'ambito dell'ATP Challenger Series 1994. Il torneo si è giocato a Puerto Vallarta in Messico dal 4 al 10 aprile 1994 su campi in cemento indoor.

## Vincitori

### Singolare
Michael Joyce ha battuto in finale  Leonardo Lavalle con il punteggio di 6–1, 7–6

### Doppio
Pablo Albano /  Nicolás Pereira hanno battuto in finale  Paul Kilderry /  Simon Youl con il punteggio di 6–4, 3–6, 7–6